# Deutsches Studentenheim
Das Deutsche Studentenheim (DSH), auch der oder das Breul und früher Burse genannt, ist eines der ältesten Studentenheime in der westfälischen Universitätsstadt Münster, Breul 23. Es wurde 1928 nach Planung von Hans Ostermann erbaut, seit dem 17. März 1986 steht die Fassade des Gebäudes unter Denkmalschutz.

## Allgemeines
Der Name Deutsches Studentenheim rührt daher, dass sein Bau von der damaligen Reichsregierung in Berlin gefördert wurde. Das Haus steht unter dem Wappenspruch officium meum est pontificium (Mein Amt ist, Brücken zu bauen), Wappentier ist die Eule, das Symbol der Weisheit. Neben vielen deutschen Studenten ist es seit seiner Gründung Heimstatt für auslandsdeutsche und ausländische Studenten, die in Münster studieren. Der Breul steht männlichen Studenten der Westfälischen Wilhelms-Universität und der Fachhochschule offen, die hier während der gesamten Studienzeit wohnen können.
Von anderen Wohnheimen unterscheidet sich der Breul neben dem hauseigenen – bis Juli 2022 täglich genutzten – Speisesaal dadurch, dass es von Tutoren organisierte, die Gemeinschaft fördernde Veranstaltungen gibt. Daneben ist im musischen Bereich die Schola Breuliana zu nennen, die unter anderem zwei- bis dreimal im Semester bei Kapitelsvespern im Dom singt. Die Hauszeitung heißt in Anlehnung an das Wappentier des Hauses schlicht „Eule“. Sportliche Aktivitäten werden ebenfalls regelmäßig angeboten. Zu nennen ist hier das wöchentliche Fußballspiel und die immer sehr erfolgreiche Teilnahme am KSHG-Turnier. Das Haus wird von Beginn an vom römisch-katholischen Bistum Münster getragen und von einem geistlichen Rektor geleitet. Neben den 97 Studenten wohnten auch Schwestern der hl. Maria Magdalena Postel (SMMP) im Haus, die lange Jahre bis 2009 die Hauswirtschaft geleitet haben.

## Geschichte
Den Nationalsozialisten war die Einrichtung ein Dorn im Auge. Die Rektoren waren für ihre oppositionelle Haltung bekannt, einer von ihnen vervielfältigte in seiner Wohnung die berühmten Predigten des Bischofs von Münster, Clemens August Graf von Galen. Gleichzeitig wohnte aber auch Albert Derichsweiler im Haus, der für die Gleichschaltung an der Universität und in den studentischen Verbindungen sorgte und auch 1933 die Bücherverbrennung auf dem münsterschen Hindenburgplatz organisierte. Mit der Heimleitung geriet Derichsweiler immer wieder in Konflikt.
Das Haus wurde nach Entwurf der Architekten Franz Wethmar und Hans Ostermann erbaut. Den damaligen Vorschriften folgend, befindet sich im obersten Geschoss des Seitenflügels die ursprünglich mit einem spitzbogigen Gewölbe, infolge von Kriegsschäden nun mit einem Tonnengewölbe aus Holz versehene, reich ausgestattete Kapelle. Das Haus ist im Besitz von Kunstwerken, die von Künstlern der Freien Künstlergemeinschaft Schanze und der St.-Lukas-Gemeinschaft stammten. Dazu gehören unter anderen Ernst Hermanns, Aloys Röhr, Albert Mazzotti und  Theo Junglas.
Der ehemalige münstersche Bischof Reinhard Lettmann unterstützte die Einrichtung als Stätte der Formung von sozialer Kompetenz und der Einübung in die differenzierte Wahrnehmung der gesellschaftlichen Realität. Der Verein alter Breulianer ist dem Haus seit seiner Gründung 1984 ebenfalls verbunden und fördert es nach Maßgabe der Satzung.
Franz-Josef Overbeck, seit 2009 Bischof von Essen, war von 1994 bis 2000 Rektor des Heims.
Am 24. Januar 2008 feierte das Haus das 80. Jubiläum mit einem Pontifikalamt mit Bischof Reinhard Lettmann im St.-Paulus-Dom.
2015 wurde das Wohnheim der Bischöfliches Studierendenwerk gGmbH (BSW) bei deren Gründung angegliedert, in der sich seitdem fast alle Münsteraner Studierendenwohnheime in Trägerschaft des Bistums befinden.
Am 23. Juni 2018 feierte das Haus sein 90-jähriges Jubiläum mit einem Gottesdienst in der Martini-Kirche in Münster. Der Gottesdienst wurde vom Essener Bischof Franz-Josef Overbeck zelebriert.
In der Nacht zum 4. August 2019 kam es zu einem Brand im Torbogen des Gebäudes, durch Brandstiftung. Dabei wurden die im Torbogen stehenden Mülltonnen durch unbekannte Personen angezündet. Schlimmeres wurde durch eine vorbeifahrende Polizeistreife verhindert werden, die den Brand der Feuerwehr Münster meldeten und mit Feuerlöscher versuchten den Brand einzudämmen, während eine Polizistin die Bewohner weckte und evakuierte, da erst wenige Minuten später der Hausalarm anschlug. Durch den Brand wurden drei Fenster zerstört, sowie mehrere Kellerräume unbenutzbar. Die Reparatur des Schadens dauerte bis zum Dezember 2019.
In Zukunft soll das Gebäude nach einer Kernsanierung nicht mehr als Studentenheim genutzt werden. Ursprünglich war geplant, den Breul im Zuge der Eröffnung des neuen Studierendenwohnheims „Tita-Cory-Campus“ im Oktober 2022 zu schließen. Ab 2021 wurde eine Schließung zum Wintersemester 2024/2025 anvisiert, die jedoch aufgrund rechtlicher Probleme auf September 2025 verschoben wurde. Das umfangreiche gemeinschaftliche Angebot des Hauses wird hingegen im Dezember 2024 eingestellt und es wird sich für die restliche Zeit auf eine reine Zimmervermietung konzentriert. Im Zuge der Sanierung des Liebfrauenstiftes 2023–2024, welches als Wohnheim für Studentinnen ebenfalls dem BSW angehört, wurden die dort wohnenden Studentinnen auf einem Flur des Breuls untergebracht. Dieses wird ab seiner Wiedereröffnung 2024 sowohl Studentinnen als auch Studenten offen stehen.

## Belege
1. ↑  Christof Haverkamp: Breul-Jubiläum: Overbeck feiert mit Studenten und Ehemaligen. In: Kirche und Leben. Kirche+Leben, 23. Juni 2018, abgerufen am 16. Januar 2020.
2. ↑  Brandstiftung bei Feuer an Studentenwohnheim vermutet. In: Süddeutsche Zeitung. 4. August 2019, abgerufen am 16. Januar 2020.
3. ↑  Feuer am Studentenwohnheim! War es Brandstiftung? In: msl24.de. 5. August 2019, abgerufen am 16. Januar 2020.
4. ↑  Jens Joest: Bistum baut Wohnheim für 203 Studierende in Münster. In: Kirche und Leben. Kirche+Leben, 17. Oktober 2019, abgerufen am 16. Januar 2020.